# Teresa Nentwig
Teresa Nentwig (geboren 30. November 1982 in Göttingen) ist eine deutsche Politikwissenschaftlerin.

## Leben
Teresa Nentwig studierte Politologie und Romanistik in Göttingen und Genf. Sie wurde mit einer  Dissertation über den niedersächsischen Politiker Hinrich Wilhelm Kopf promoviert. Sie war von 2008 bis Dezember 2020 wissenschaftliche Mitarbeiterin am Institut für Demokratieforschung der Universität Göttingen. 2016 erhielt sie den Auftrag zur Untersuchung des Zusammenspiels der Berliner Senatsverwaltung mit dem Sexualpädagogen Helmut Kentler und dessen päderastischen Aktivitäten. Im Anschluss daran vergab die Universität Hannover 2018 an sie den Auftrag für ein Gutachten über die Tätigkeit Kentlers in Hannover, das Gutachten wurde 2019 vorgelegt. Diese Studien erweiterte sie anschließend zu einer umfassenden Monografie über Kentler. Ihre weiteren Arbeitsschwerpunkte sind die gesellschaftliche und politische Entwicklung in Frankreich, die niedersächsische Landesgeschichte und -politik sowie politische Skandale.
Seit Ende 2020 ist Nentwig wissenschaftliche Referentin beim Landesamt für Verfassungsschutz Baden-Württemberg in Stuttgart.

## Schriften (Auswahl)
- als Herausgeberin mit Franz Walter: Das gekränkte Gänseliesel. 250 Jahre Skandalgeschichten in Göttingen. Vandenhoeck & Ruprecht, Göttingen 2016, ISBN 978-3-525-30080-0.
- als Herausgeberin: Die Ministerpräsidenten des Landes Niedersachsen: Landesväter und Landesmanager : politische Führung von Hinrich Wilhelm Kopf bis Christian Wulff. Hahn, Hannover 2012, ISBN 978-3-7752-6165-4.

- Hinrich Wilhelm Kopf. Ein konservativer Sozialdemokrat. Hahnsche Buchhandlung, Hannover 2013, ISBN 978-3-7752-6072-5.

- Die Unterstützung pädosexueller bzw. Päderastischer Interessen durch die Berliner Senatsverwaltung. Am Beispiel eines „Experiments“ von Helmut Kentler und der „Adressenliste zur schwulen, lesbischen & pädophilen Emanzipation“. Studie im Auftrag der Berliner Senatsverwaltung für Bildung, Jugend und Wissenschaft. Hrsg. Göttinger Institut für Demokratieforschung, Göttingen 2016. (PDF auf berlin.de; 14. April 2023, im Internet Archive)
- Helmut Kentler und die Universität Hannover. Bericht zum Forschungsprojekt von Dr. Teresa Nentwig (uni-hannover.de, PDF, 2019)
- Im Fahrwasser der Emanzipation? Die Wege und Irrwege des Helmut Kentler. Vandenhoeck & Ruprecht, Göttingen 2021. (2., durchgesehene und korrigierte Auflage 2025, ISBN 978-3-525-30270-5)